# MLB All-Star Game 1992
MLB All-Star Game 1992 – 63. Mecz Gwiazd ligi MLB, który odbył się 14 lipca 1992 roku na Jack Murphy Stadium w San Diego. Mecz zakończył się zwycięstwem American League All-Stars 13–6. Spotkanie obejrzało 59 372 widzów.
Najbardziej wartościowym zawodnikiem został wybrany Ken Griffey Jr. z Seattle Mariners, który zaliczył trzy uderzenia, w tym home runa i RBI single.

## Wyjściowe składy
| American League | American League  | American League | American League | National League | National League | National League | National League |
| #               | Zawodnik         | Klub            | Pozycja         | #               | Zawodnik        | Klub            | Pozycja         |
| --------------- | ---------------- | --------------- | --------------- | --------------- | --------------- | --------------- | --------------- |
| 1               | Roberto Alomar   | Blue Jays       | 2B              | 1               | Ozzie Smith     | Cardinals       | SS              |
| 2               | Wade Boggs       | Red Sox         | 3B              | 2               | Tony Gwynn      | Padres          | RF              |
| 3               | Kirby Puckett    | Twins           | LF              | 3               | Barry Bonds     | Pirates         | LF              |
| 4               | Joe Carter       | Blue Jays       | RF              | 4               | Fred McGriff    | Padres          | 1B              |
| 5               | Mark McGwire     | Athletics       | 1B              | 5               | Terry Pendleton | Braves          | 3B              |
| 6               | Cal Ripken Jr.   | Orioles         | SS              | 6               | Andy Van Slyke  | Pirates         | CF              |
| 7               | Ken Griffey Jr.  | Mariners        | CF              | 7               | Ryne Sandberg   | Cubs            | 2B              |
| 8               | Sandy Alomar Jr. | Indians         | C               | 8               | Benito Santiago | Padres          | C               |
| 9               | Kevin Brown      | Rangers         | P               | 9               | Tom Glavine     | Braves          | P               |

| American League | 4 | 1 | 1 | 0 | 0 | 4 | 0 | 3 | 0 | 13 | 19 | 1 |
| National League | 0 | 0 | 0 | 0 | 0 | 1 | 0 | 3 | 2 | 6  | 12 | 1 |
| WP: Kevin Brown (1–0) LP: Tom Glavine (0–1) SV: Dennis Eckersley (1) AL: Ken Griffey Jr. (1), Rubén Sierra (1) NL: Will Clark (1) |   |   |   |   |   |   |   |   |   |    |    |   |

## Składy
| Miotacze - Norm Charlton (1) - David Cone (2) - Tom Glavine (2) - Doug Jones (4) - Greg Maddux (2) - Dennis Martínez (3) - Lee Smith (4) - John Smoltz (2) - Bob Tewksbury (1) Łapacze - Darren Daulton (1) - Tom Pagnozzi (1) - Benito Santiago (4) |  | Wewnątrzpolowi - Craig Biggio (2) - Will Clark (5) - Tony Fernández (4) - Fred McGriff (1) - Terry Pendleton (1) - Ryne Sandberg (9) - Mike Sharperson (1) - Gary Sheffield (1) - Ozzie Smith (12) Zapolowi - Barry Bonds (2) - Ron Gant (1) - Tony Gwynn (8) - John Kruk (2) - Bip Roberts (1) - Andy Van Slyke (2) - Larry Walker (1) |  | Menadżer - Bobby Cox Trenerzy - Roger Craig - Joe Torre Honorowy kapitan - Willie Mays |

| Miotacze - Rick Aguilera (2) - Kevin Brown (1) - Roger Clemens (5) - Dennis Eckersley (6) - Juan Guzmán (1) - Mark Langston (3) - Jack McDowell (6) - Jeff Montgomery (1) - Mike Mussina (1) - Charles Nagy (1) Łapacze - Sandy Alomar Jr. (3) - Iván Rodríguez (1) |  | Wewnątrzpolowi - Roberto Alomar (3) - Carlos Baerga (1) - Wade Boggs (8) - Travis Fryman (1) - Chuck Knoblauch (1) - Edgar Martínez (1) - Mark McGwire (6) - Paul Molitor (5) - Cal Ripken Jr. (10) - Robin Ventura (1) Zapolowi - Brady Anderson (1) - José Canseco (5) - Ken Griffey Jr. (3) - Roberto Kelly (1) - Kirby Puckett (7) - Rubén Sierra (3) |  | Menadżer - Tom Kelly Trenerzy - Hal McRae - Buck Showalter Honorowy kapitan - Jimmie Reese |

- W nawiasie podano liczbę powołań do All-Star Game.